# Daganzo de Arriba
Daganzo de Arriba est une commune de la communauté de Madrid, en Espagne.